# گین
گین (به فرانسوی: Guînes) یک کمون در فرانسه است که در پا-دو-کاله واقع شده‌است.

## خصوصیات
گین ۲۶٫۴۲ کیلومترمربع مساحت و ۵٬۶۴۴ نفر جمعیت دارد و ۶ متر بالاتر از سطح دریا واقع شده‌است.

## نگارخانه

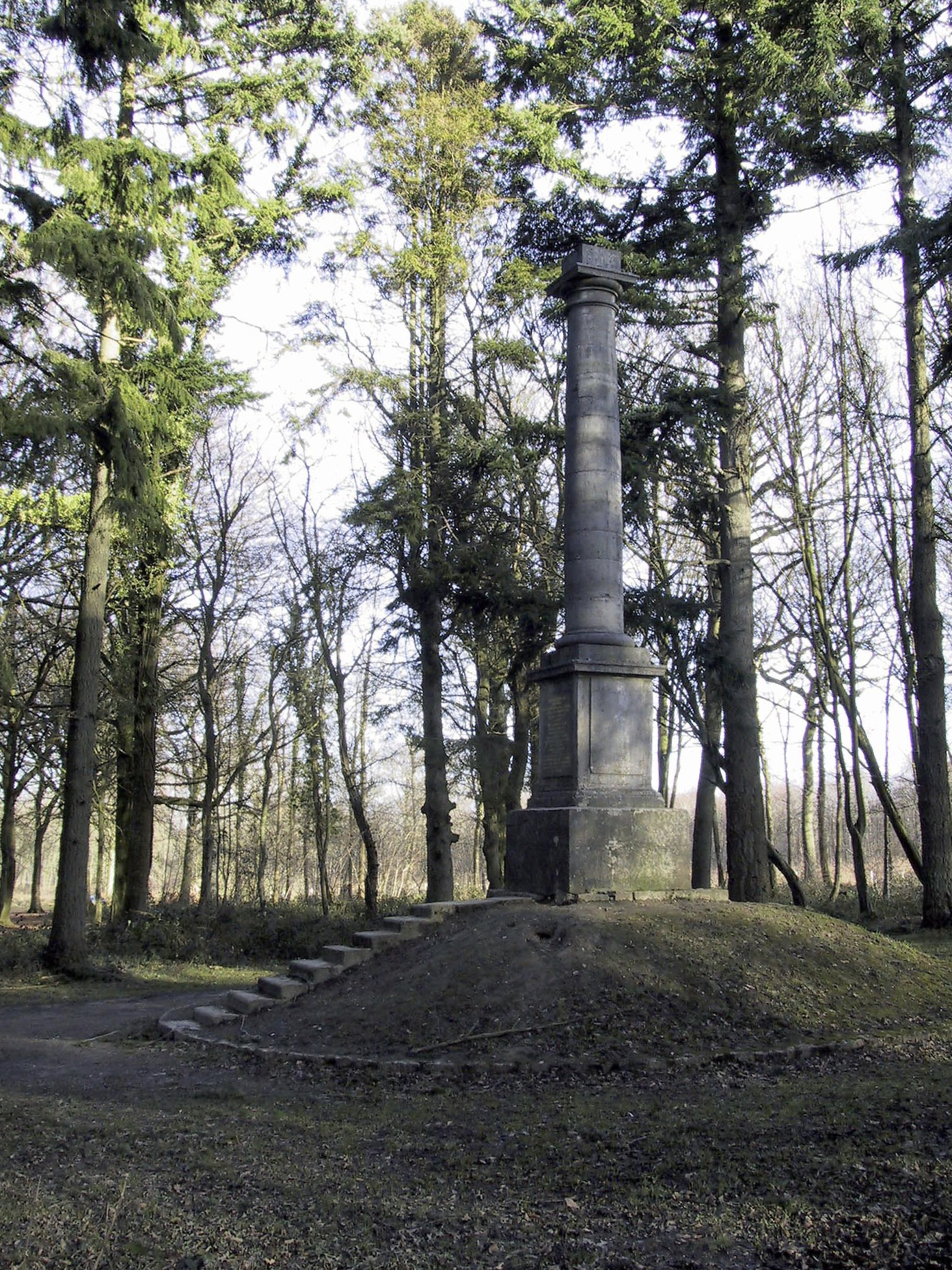
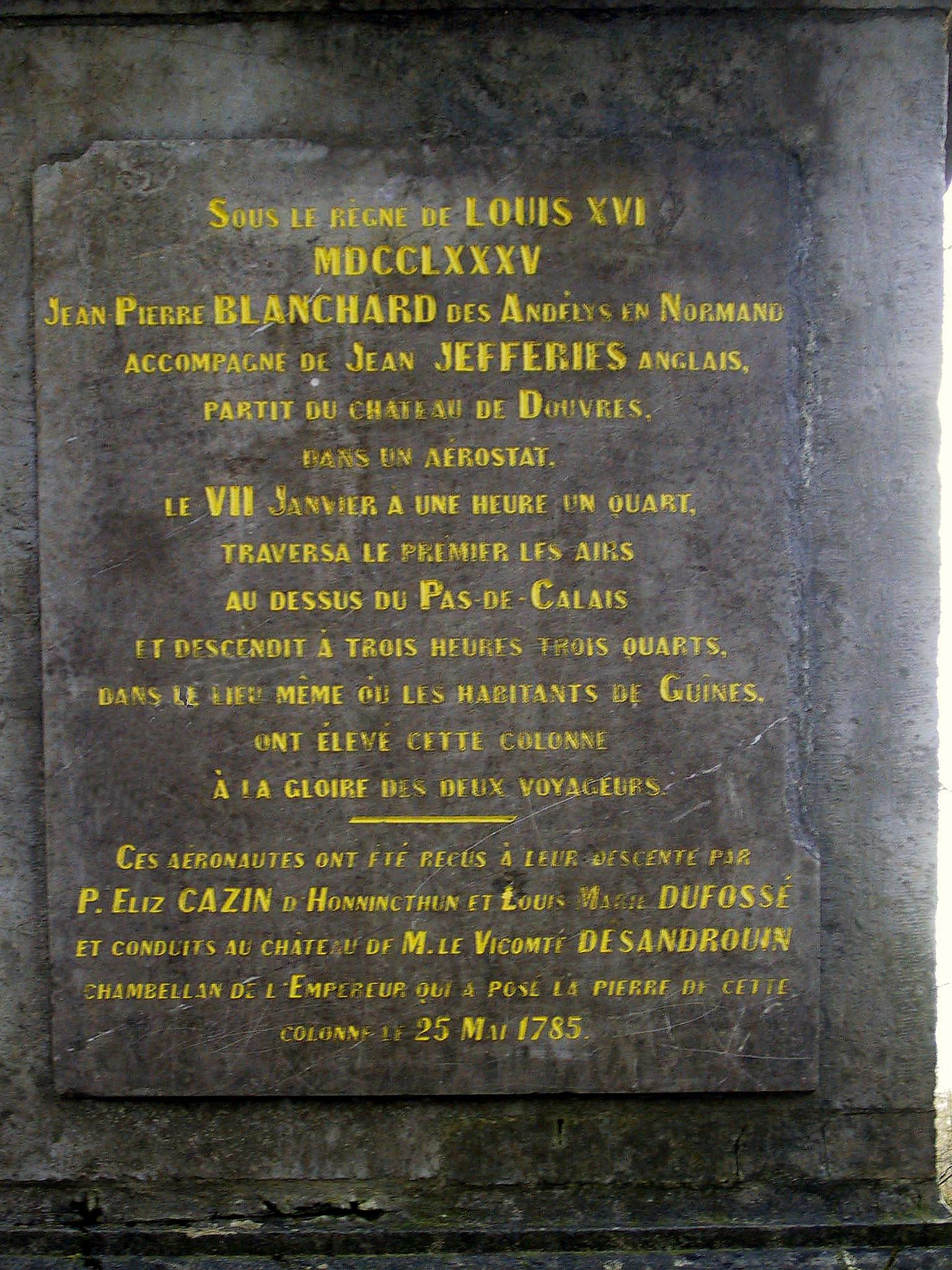